# Phlebotomus brevis
Phlebotomus brevis is een muggensoort uit de familie van de motmuggen (Psychodidae). De wetenschappelijke naam van de soort is voor het eerst geldig gepubliceerd in 1964 door Theodor & Mesghali.